# Kaštel Grobnik
Stari grad Grobnik ili Kaštel Grobnik nalazi se u naselju Grobnik, na vojno i gospodarstveno povoljnom mjestu Vinodola, na brežuljku iznad Grobničkog polja. 
Povijesno gledano, u sklopu hrvatske države on je već od 10. stoljeća. Od godine 1225. vlasništvo je knezova Krčkih, koji se od 14 stoljeća nazivaju Frankopani.
Zidan je u obliku trokuta, opasan zidom i kulama.
Ime Grobnik i njegovi vlasnici spominju se 1288. godine u Vinodolskom zakonu, jednom od najznačajnijih pravnih dokumenata feudalne europe. Pisano je glagoljicom na hrvatskom jeziku.
U 14. i 15 stoljeću slijede osmanlijski prodori nadomak samog grada.  Osmanlije su 1493. slomili hrvatsku vojsku u bitki na Krbavskom polju, ali se knez Bernardin Frankopan, koji je bio vlasnik Grobnika, uspio održati i spasiti iz nje.
Iz ruku Frankopana Grobnik je prešao u ruke njihovih rođaka Zrinskih. Godine 1671. nakon Zrinsko-frankopanske urote i propasti tih plemićkih obitelji, stari grad Grobnik je opljačkan i predan Dvorskoj komori.